# 河东区街道
河东区街道曾是中华人民共和国海南省三亚市的一个街道，西隔三亚河与河西区街道为邻，东面、北面是吉阳镇，南面是大东海海湾。2014年2月11日，国务院批复三亚市撤六镇新设四区，原河东区、吉阳镇、亚龙湾管委会撤销，并入吉阳区。

## 下级行政区划
河东区街道下辖11个社区、2个村：月川社区、临春社区、榕根社区、鹿回头社区、港门村社区、商品街社区、下洋田社区、红郊社区、红沙社区、丹州社区、大东海社区、海罗村、东岸村。